# Баргер-Компаскюм
Баргер-Компаскюм (нід. Barger-Compascuum) — село в нідерландській провінції Дренте, на кордоні з Німеччиною. Входить до муніципалітету Еммен.
Його площа становить 25,09 км², а населення станом на 2021 рік складало 1 925 осіб.
1966 року тут було відкрито парк просто неба Венпарк, присвячений історії регіону.

## Визначні уродженці
- Бернард Ферінга (нар. 1951) — нідерландський хімік-органік, лауреат Нобелівської премії з хімії[2].

## Галерея

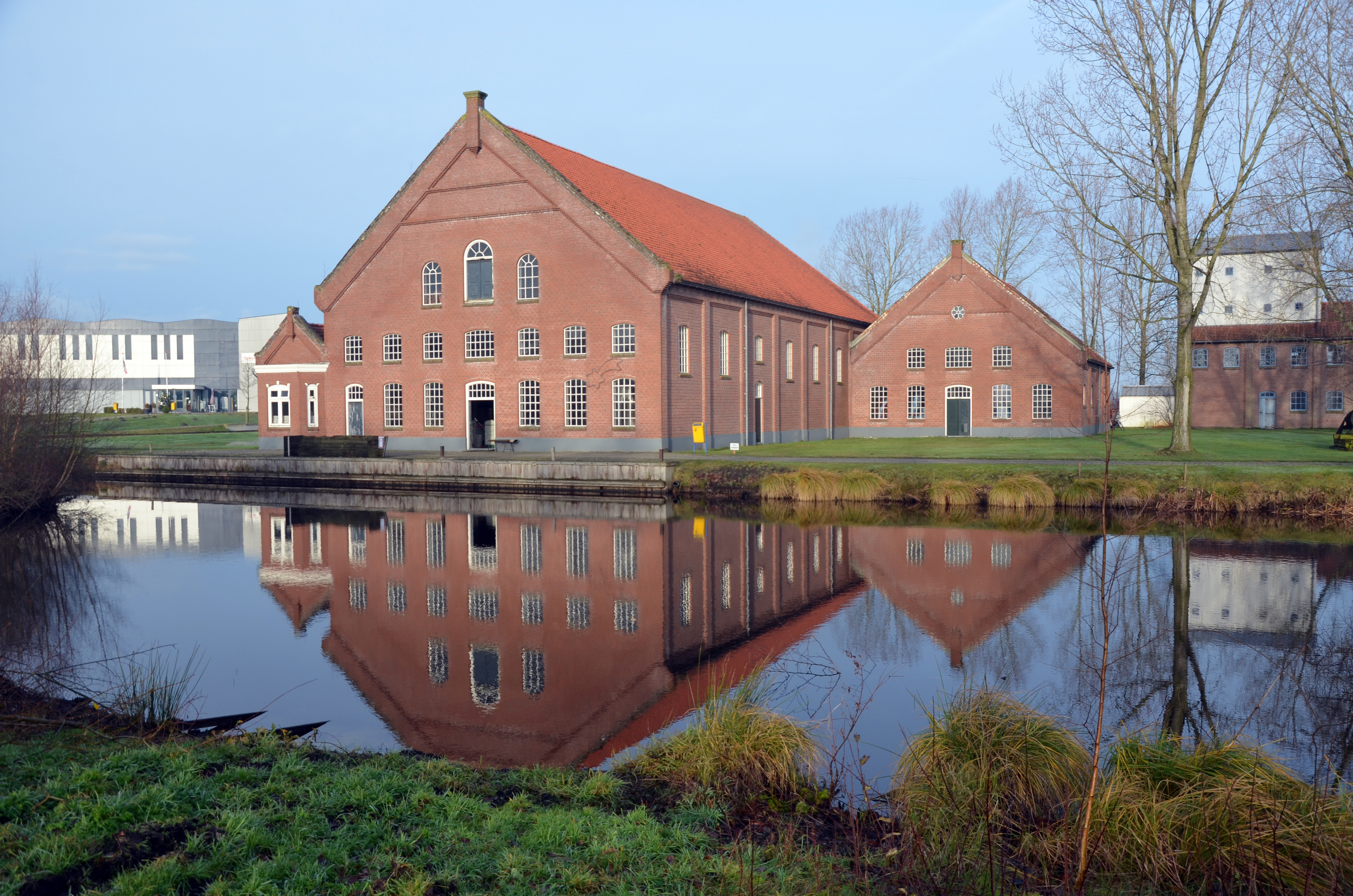
Фабрика з виробництва крохмалю
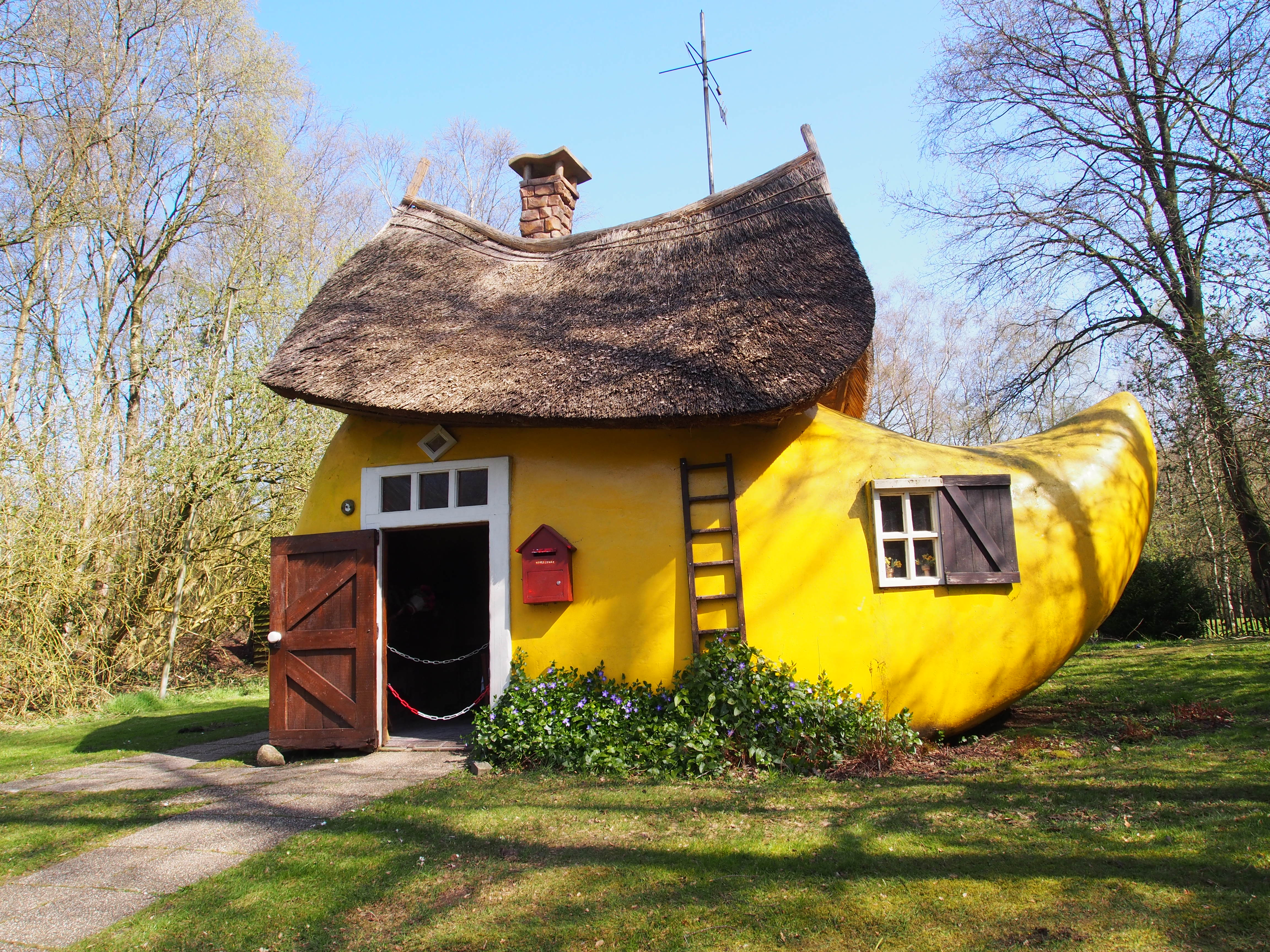
Будиночок у формі клога у Венпарку
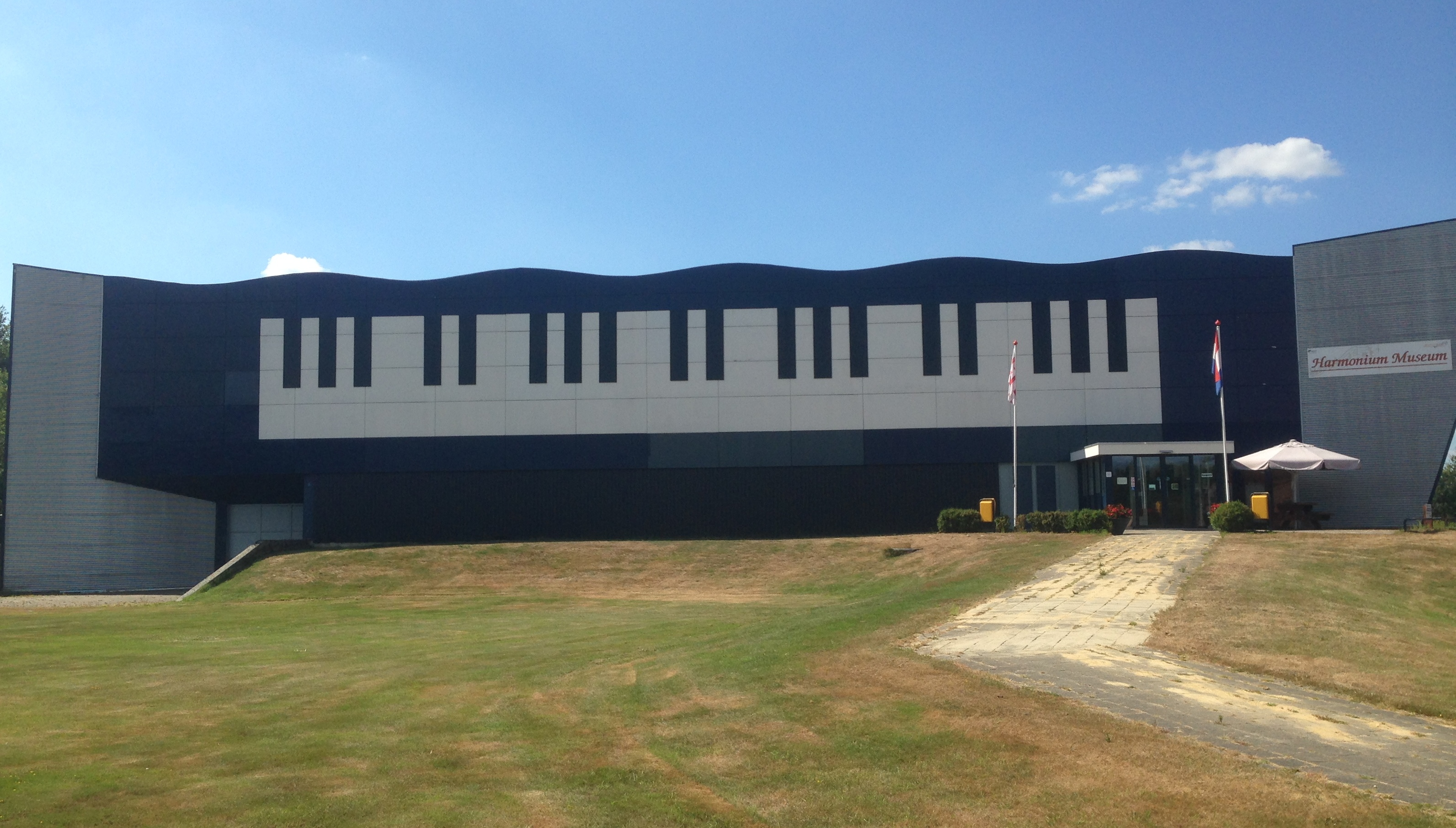
Музей орга́ну
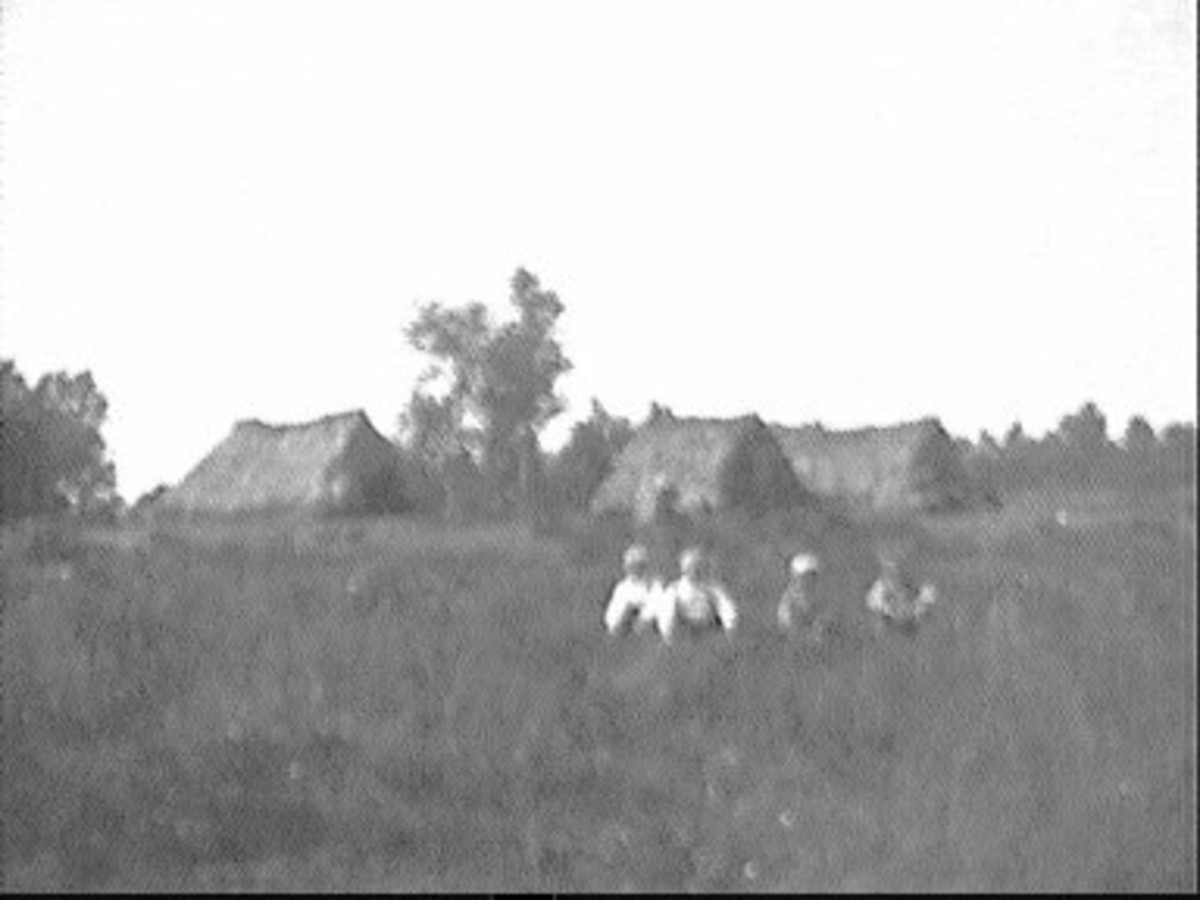
Діти у полі поблизу села